# Rozet-Saint-Albin
Rozet-Saint-Albin è un comune francese di 302 abitanti situato nel dipartimento dell'Aisne della regione dell'Alta Francia.

## Società

### Evoluzione demografica
Abitanti censiti